# (467084) 2016 DZ29
(467084) 2016 DZ29 es un asteroide perteneciente al cinturón de asteroides, descubierto el 18 de noviembre de 2011 por el equipo Spacewatch desde el Observatorio Nacional de Kitt Peak (Arizona, Estados Unidos).